# Premier League
Die Premier League (außerhalb Englands auch English Premier League oder EPL) ist die höchste Spielklasse im englischen Fußball und befindet sich damit auf der obersten Ebene des englischen Ligasystems. Derzeit nehmen 20 Vereine an einer Spielrunde, die zwischen August und Mai des Folgejahres ausgetragen wird, teil. Über eine Auf- und Abstiegsregelung mit dem darunter angesiedelten Football-League-Verband findet jährlich nach Ende der Saison ein Austausch von drei Klubs statt.
Die am 20. Februar 1992 als „FA Premier League“ gegründete Spielklasse nahm am 15. August desselben Jahres offiziell ihren Spielbetrieb auf. Die Vereine der damaligen Eliteliga First Division profitierten damit erheblich von deutlich erhöhten Fernseheinnahmen und spalteten sich von der Football League ab, die selbst damit die seit 1888 bestehende Vorherrschaft als Plattform für den englischen und walisischen Spitzenfußball verlor. Die Premier League hat sich seitdem zu der Sportliga mit der weltweit höchsten Zuschaueranzahl im Fernsehen entwickelt.
Von den mittlerweile 51 teilnehmenden Vereinen gewannen bisher 7 Mannschaften die Premier League: Manchester United (13 Titel), Manchester City (8), FC Chelsea (5), FC Arsenal (3), FC Liverpool (2), Blackburn Rovers (1) und Leicester City (1). Rekordmeister der englischen Meisterschaft sind Manchester United (seit 2009, zuletzt 2013) und der FC Liverpool (seit dem letzten Titelgewinn 2025) mit jeweils 20 Titeln.
Neben 49 Clubs aus England nahmen mit Swansea City (zuletzt 2017/18) und Cardiff City (zuletzt 2018/19) auch zwei Clubs aus Wales an der Premier League teil.
Das Gegenstück im Frauenbereich ist die FA Women’s Premier League (oder genauer die „FA Women’s Premier League National Division“), wobei die Vereine dort in mehr oder weniger abhängigen Verbindungen zu den renommierten Klubs im Männerfußball aus der Premier League und der Football League stehen. Dennoch besitzt die Frauenliga einen eher semiprofessionellen Charakter und findet in der Öffentlichkeit im Vergleich zum Männerbereich eine deutlich geringere Resonanz.
Seit 1999 existiert für die Reserveteams der Profivereine die Premier Reserve League, in der seit der Spielzeit 2006/07 nur Mannschaften der Premier-League-Teilnehmer spielberechtigt sind. Dort kommen neben den Ersatzspielern, die nicht Teil des offiziellen Profikaders sind, vorrangig die jungen Talente der Erstligavereine zum Einsatz. Diese wurde zur Saison 2012/13 durch die „Under-21 Premier League“ mit insgesamt 24 Mannschaften (17 Premier League, 7 Championship) ersetzt.
Seit der Saison 2016/17 führt die Liga ein neues Logo und trägt den werbefreien Namen The Premier League, da der seit 2004 bestehende Vertrag mit Barclays zum Saisonende 2016 nicht fortgesetzt wurde.

## Geschichte
| Saison    | Englischer Meister (ges./PL) |
| --------- | ---------------------------- |
| 1992/93   | Manchester United (8/1)      |
| 1993/94   | Manchester United (9/2)      |
| 1994/95   | Blackburn Rovers (3/1)       |
| 1995/96   | Manchester United (10/3)     |
| 1996/97   | Manchester United (11/4)     |
| 1997/98   | FC Arsenal (11/1)            |
| 1998/99   | Manchester United (12/5)     |
| 1999/2000 | Manchester United (13/6)     |
| 2000/01   | Manchester United (14/7)     |
| 2001/02   | FC Arsenal (12/2)            |
| 2002/03   | Manchester United (15/8)     |
| 2003/04   | FC Arsenal (13/3)            |
| 2004/05   | FC Chelsea (2/1)             |
| 2005/06   | FC Chelsea (3/2)             |
| 2006/07   | Manchester United (16/9)     |
| 2007/08   | Manchester United (17/10)    |
| 2008/09   | Manchester United (18/11)    |
| 2009/10   | FC Chelsea (4/3)             |
| 2010/11   | Manchester United (19/12)    |
| 2011/12   | Manchester City (3/1)        |
| 2012/13   | Manchester United (20/13)    |
| 2013/14   | Manchester City (4/2)        |
| 2014/15   | FC Chelsea (5/4)             |
| 2015/16   | Leicester City               |
| 2016/17   | FC Chelsea (6/5)             |
| 2017/18   | Manchester City (5/3)        |
| 2018/19   | Manchester City (6/4)        |
| 2019/20   | FC Liverpool (19/1)          |
| 2020/21   | Manchester City (7/5)        |
| 2021/22   | Manchester City (8/6)        |
| 2022/23   | Manchester City (9/7)        |
| 2023/24   | Manchester City (10/8)       |
| 2024/25   | FC Liverpool (20/2)          |

### Vorgeschichte
Die 1980er Jahre markierten einen Tiefpunkt im englischen Fußball. Die wirtschaftlich schwierige Lage, unter der auch die Fußballfans litten, baufällige Stadien und das weit verbreitete Hooligan-Problem, das unter anderem nach den Ereignissen im Heysel-Stadion im Jahre 1985 zum Ausschluss der englischen Klubs von den europäischen Vereinswettbewerben geführt hatte, waren dafür verantwortlich, dass die seit 1888 bestehende englische Football League First Division in Bezug auf die Zuschauerzahlen und die Wirtschaftskraft deutlich hinter andere ausländische Eliteklassen – wie beispielsweise die italienische Serie A und die spanische Primera División – zurückgefallen war. Zudem strebten immer mehr heimische Spitzenspieler in die besten Ligen anderer Nationen. Dieser Abwärtstrend wurde 1990 gestoppt, als die englische Fußballnationalmannschaft eine erfolgreiche Weltmeisterschaft in Italien spielte und erst im Halbfinale nach Elfmeterschießen gegen Deutschland ausschied. Im gleichen Jahr beendete der europäische Fußballverband UEFA die Sperre für die englischen Fußballvereine. Mit dem „Taylor Report“ war zudem im Januar bereits ein Dokument zur Sicherheit in den Stadien erarbeitet worden, das versprach, alle Spielstätten in reine Sitzplatzstadien umzuwandeln.
Auch die Fernseheinnahmen hatten deutlich an Bedeutung gewonnen. Während die Football League im Jahre 1986 die Übertragungsrechte für zwei Jahre noch für lediglich 6,3 Millionen Pfund veräußert hatte, stieg die Summe 1988 in dem Vierjahresvertrag auf 44 Millionen Pfund. In den Verhandlungen im Jahre 1988 wurden erstmals Stimmen laut, bei denen zehn Klubs damit drohten, den Verband zu verlassen, um eine eigene „Superliga“ zu gründen. Diese konnten jedoch vorerst noch einmal zu einem Verbleib überredet werden. Als die Stadien jedoch kontinuierlich verbessert wurden und die Zuschauerzahlen und dadurch die Einnahmen stiegen, äußerten die Spitzenvereine erneut ihre Überlegungen, die Football League zu verlassen, um so von den deutlich gestiegenen Geldern, die nun in den Fußballsport investiert wurden, stärker zu profitieren.

### Gründung und Teilnehmer
An der ersten Saison 1992/93 nahmen 22 Vereine teil. Das erste Tor erzielte Brian Deane, der mit Sheffield United den späteren Meister Manchester United mit 2:1 besiegte. Aufgrund einer Intervention des Weltfußballverbands FIFA reduzierte die Premier League 1995 die Spielklasse auf 20 Vereine dadurch, dass vier Mannschaften absteigen mussten und gleichzeitig nur zwei Vereine als Aufsteiger neu aufgenommen wurden. Die FIFA forderte zuletzt am 8. Juni 2006 darüber hinaus – wie auch in Italien und Spanien – eine weitere Verkleinerung auf 18 Klubs zu Beginn der Saison 2007/08, stieß jedoch mit diesem Vorhaben bei der Premier League auf Ablehnung.
Am 12. Februar 2007 verkürzte die Liga ihren offiziellen Namen von „FA Premier League“ zu „Premier League“.
Die Teilnahme an der Premier League ist nicht nur englischen Fußballvereinen vorbehalten. Am 30. Mai 2011 gewann der walisische Club Swansea City das Play-off-Finale gegen den FC Reading mit 4:2 im Londoner Wembley-Stadion und wurde damit der erste nicht-englische Fußballclub in der Premier League. Mit Cardiff City schaffte es am 16. April 2013 der zweite walisische Verein in die Premier League. Durch ein 0:0 gegen Charlton Athletic am 43. Spieltag sicherte sich der Klub vorzeitig den Aufstieg. Damit spielten in der Saison 2013/14 erstmals zwei walisische Vereine in der Premier League.
Daneben wird sporadisch über eine Aufnahme der schottischen Spitzenvereine in die englische Premier League spekuliert. Zu einer konkreten Planung haben diese Überlegungen jedoch bis heute noch nicht geführt. Nach dem Zwangsabstieg der Glasgow Rangers (2012) wurde dieses Thema nicht mehr aufgegriffen.
Im Juni 2016 wurde die Premier League politisch und trat wenige Tage vor dem Referendum über den Brexit für einen Verbleib des Vereinigten Königreichs in der Europäischen Union ein, mit der Begründung, dass die Liga für Offenheit und Internationalität stehe.

## Organisation
Die Premier League operiert als selbständiges Unternehmen, das sich in gemeinsamem Besitz der 20 teilnehmenden Vereine befindet. Jeder Klub wird als Anteilseigner angesehen, der in Vertragsangelegenheiten und bei Regeländerungen über genau eine Stimme verfügt. Die Vereine wählen einen Vorsitzenden, einen Generaldirektor (Chief Executive Officer („CEO“)) und einen Vorstand, der das Tagesgeschäft der Liga überwacht. Der englische Fußballverband The Football Association („FA“) ist selbst nicht am Tagesgeschäft der Premier League beteiligt, besitzt aber als besonderer Teilhaber ein Vetorecht bei der Wahl des Vorsitzenden und des Generaldirektors, sowie bei der Umsetzung von Regeländerungen.
Die Premier League entsendet Vertreter zu dem europäischen Vereinsforum der UEFA, wobei sich die Anzahl der Vereine und die ausgewählten Klubs selbst nach einem speziellen Koeffizienten des europäischen Fußballverbands richten. Das europäische Vereinsforum wählt drei Mitglieder in das „Klubwettbewerbe“-Komitee, das in das operative Geschäft von UEFA-Wettbewerben – darunter vor allem die Champions League und der Europa League – einbezogen ist.

## Verlauf des Wettbewerbs und Sponsoren

### Wettbewerb
Aktuell spielen 20 Mannschaften eine Meisterschaftsrunde in der Premier League aus. Während einer von August bis Mai andauernden Saison spielen die Vereine jeweils zwei Partien gegen die anderen Teilnehmer in einem Heimspiel im eigenen Stadion und auswärts in der Spielstätte des Gegners. Dadurch ergeben sich 38 Pflichtspiele für jeden Verein und insgesamt 380 Partien im Verlauf einer Premier-League-Saison. Für einen Sieg erhält eine Mannschaft drei Punkte und einen Zähler für ein Remis. Keine Punkte werden für eine Niederlage vergeben. Nach der Anzahl der gewonnenen Punkte rangieren die Vereine in der Tabelle, wobei die bessere Tordifferenz über die Rangfolge von Mannschaften mit der gleichen Punkteanzahl entscheidet. Sollte auch diese gleich sein, so wird die Mannschaft mit den meisten erzielten Treffern bevorzugt. Bei Gleichheit in all diesen Kriterien wird den Vereinen der gleiche Platz zugeteilt. Falls die Platzierung am Ende der Saison bei gleichgestellten Vereinen entscheidend in der Meisterschaftsfrage, der Qualifikation für einen europäischen Vereinswettbewerb oder in der Abstiegsfrage sein sollte, müssen die betroffenen Mannschaften Play-off-Spiele auf neutralem Boden zur endgültigen Entscheidung austragen (dieser Fall ist bis zum heutigen Tage jedoch noch nicht eingetreten). Der Verein, der nach diesen Kriterien am Ende der Saison auf dem ersten Tabellenplatz steht, ist englischer Fußballmeister. Die drei zum Saisonende auf untersten Plätzen befindlichen Mannschaften steigen in die zweitklassige Football League Championship ab und werden durch die zwei besten Mannschaften dieser Liga direkt und durch ein drittes Team ersetzt, das in der regulären Saison zwischen dem dritten und sechsten Platz in der Football League Championship abgeschlossen und anschließend zwei Ausscheidungsrunden gewonnen hat.

### Qualifikation für europäische Vereinswettbewerbe

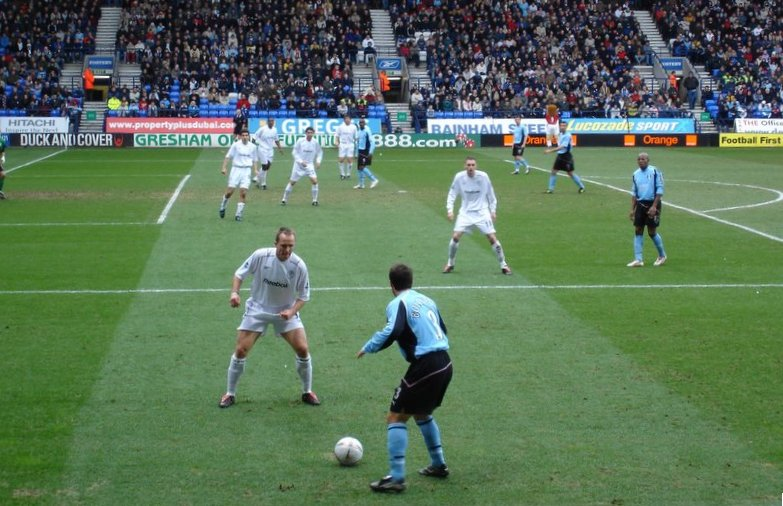
Spielszene aus der Partie der Bolton Wanderers gegen den FC Fulham im FA Cup.

Die besten vier Mannschaften aus der Saisonabschlusstabelle der Premier League qualifizieren sich direkt für die Gruppenphase der UEFA Champions League. Die auf dem fünften Platz rangierende Mannschaft qualifiziert sich für die Gruppenphase der UEFA Europa League. Ebenfalls für die Gruppenphase der UEFA Europa League qualifiziert sich der Sieger des FA-Cups, während der Gewinner des Ligapokals an den Play-offs der UEFA Europa Conference League teilnimmt. Haben sich ein oder beide Pokalsieger als eine der ersten fünf Mannschaften der Liga bereits für einen internationalen Wettbewerb qualifiziert, gehen die freigewordenen Plätze an den 6. bzw. 6. und 7. der abgelaufenen Saison. 
Theoretisch kann die Football Association jedes Team aus dem englischen Ligasystem in einen europäischen Vereinswettbewerb entsenden, wobei sich die Auswahl aber praktisch – wie in den anderen großen Ligen Europas – in der Regel auf die besten Mannschaften der obersten Spielklasse beschränkt. Im Jahre 2005 entstand die kontroverse Situation, dass der FC Liverpool gerade die Champions League gewonnen hatte, sich über die Meisterschaftsrunde mit einem fünften Platz jedoch nicht für die nächste Runde des höchsten europäischen Vereinswettbewerbs qualifizierte. Dies hätte zur Folge gehabt, dass erstmals in der Geschichte des renommierten Wettbewerbs einer Mannschaft nicht die Möglichkeit zur Titelverteidigung gegeben worden wäre. In einer ähnlichen Konstellation hatte 2000 Real Madrid ebenfalls die Champions League gewonnen und sich nicht über die heimische Liga für den Wettbewerb der Folgesaison qualifiziert. In diesem Fall hatte der spanische Fußballverband den viertplatzierten Verein „geopfert“ und dessen Startplatz auf Real Madrid übertragen. Im Gegensatz dazu bestand aber die FA darauf, die besten vier Mannschaften in die Champions League zu entsenden, da diese sich die Qualifikation zuvor erspielt hatten. Vor allem der FC Everton als viertplatziertes Team insistierte, ein Teilnahmerecht zu haben und stellte sich gegen eine ähnliche Vorgehensweise, wie sie zuvor in Spanien praktiziert worden war. Die UEFA äußerte sich zunächst ablehnend gegenüber einer Regeländerung, beugte sich aber schließlich dem Druck ihres eigenen Präsidenten Lennart Johansson, dem des FIFA-Präsidenten Sepp Blatter, und von prominenten Fußballerpersönlichkeiten wie Franz Beckenbauer und nahm somit erstmals fünf englische Mannschaften in eine Champions-League-Runde auf. Die UEFA betonte jedoch den Ausnahmecharakter dieser Regelung und bestimmte, dass zukünftig der Titelverteidiger automatisch an der Champions League der folgenden Saison teilnehme und den Startplatz des am niedrigsten platzierten Vereins aus der Meisterschaft einnehme.

### Sponsoren
Von 1993 bis 2016 besaß die Premier League einen offiziellen Sponsor. Abhängig von dem jeweils aktuellen Sponsor änderte sich oft der offizielle Name der Liga, wobei als Gemeinsamkeit der Begriff „Premiership“ konstant verwendet wurde. Der letzte Sponsoringvertrag mit Barclays wurde jedoch über 2016 hinaus nicht verlängert, da die Liga aufgrund der hohen Einnahmen beim Verkauf der Fernsehrechte auf die zuletzt jährlich ca. 40 Millionen Pfund aus den Namensrechten verzichten kann, um ähnlich zu den nordamerikanischen Ligen eine einheitliche Bezeichnung zu schaffen.
Folgende Sponsoren haben im Laufe der Zeit die Bezeichnung der Liga geprägt:
- 1993–2001: Carling (FA Carling Premiership)
- 2001–2004: Barclaycard (Barclaycard Premiership)
- 2004–2016: Barclays (Barclays Premiership, 2004–2007; Barclays Premier League, 2007–2016)

## Finanzsituation
Die Premier League beherbergt aktuell viele der weltweit besten Spieler und stellt die finanziell lukrativste Fußballliga dar. Gemäß einer Bewertung der Unternehmensberatungsgesellschaft Deloitte wurden die Gesamteinnahmen der Premier-League-Vereine für die Saison 2010/11 auf umgerechnet 2,74 Milliarden Euro geschätzt. Damit hat sich der Abstand zu den nach Einnahmen nächstgrößten Ligen in Deutschland (1,73 Milliarden Euro), Italien (1,70 Milliarden Euro) und Spanien (1,66 Milliarden Euro) weiter vergrößert. Im leichten Gegensatz dazu stellte Deloitte in der jährlich veröffentlichten „Football Money League“ fest, dass selbst der finanzstärkste englische Fußballverein Manchester United in Bezug auf die Gesamteinkünfte in der Saison 2018/19 über 100 Millionen Euro hinter dem aktuell weltweit einnahmenstärksten Fußballverein FC Barcelona rangierte. Obwohl sich die Vereine innerhalb der Premier League teils deutlich in der Höhe ihrer Einkünfte unterscheiden, besteht größere Konstanz als bei den vergleichbaren großen europäischen Fußballligen. Deloitte listet 2020 acht Premier-League-Vereine in der „Top 20“ der „Money League“ auf, wobei sich ansonsten maximal vier Vereine einer Nation dort platzieren. Obwohl Real Madrid und der FC Barcelona zurzeit in dieser Rechnung die beiden finanzstärksten Fußballvereine sind, findet sich nur ein weiterer spanischer Klub in den „Top 20“.
Der Zuschauerschnitt eines Premier-League-Meisterschaftsspiels betrug in der Saison 2005/06 33.875 und wies damit weltweit den vierthöchsten Schnitt einer Profisportliga auf, noch vor der Serie A und der spanischen Liga BBVA, aber hinter der deutschen Fußball-Bundesliga. Damit weist der Zuspruch gegenüber der Startsaison 1992/93 (21.126 Zuschauer im Durchschnitt) eine Steigerung von über 60 % auf. Dabei muss jedoch berücksichtigt werden, dass sich die Stadien in der Gründungsspielzeit noch in einer Phase größerer Umbauten in reine Sitzplatzstadien befanden, um die Anforderung des Taylor Reports in diesem Punkt zu erfüllen, die mit einer Deadline zur Saison 1994/95 belegt worden war. Im Vergleich zur Rekordsaison in der Premier-League-Geschichte 2002/03 mit einem Schnitt von 35.464 Zuschauern wies die Zahl zur Spielzeit 2005/06 eine leichte Rückläufigkeit auf.
In dem neuen Dreijahresvertrag erstanden der Fernsehsender Sky 92 Premier-League-Spiele für 1,314 Milliarden Pfund sowie Setanta Sports 46 Partien für 392 Millionen Pfund. Die ausländischen Fernsehrechte werden im gleichen Zeitraum ein Volumen von 625 Millionen Pfund erreichen, während sich die Einnahmen über das Internet und die Mobilfunktechnologien auf insgesamt 400 Millionen Pfund belaufen. Die konkreten Einnahmen über diese Rechte für die einzelnen Klubs reichen von 50 Millionen Pfund für den jeweils besten Verein bis hinunter zu 26,8 Millionen Pfund für den Tabellenletzten, wobei sowohl das Preisgeld als auch die individuellen TV-Einnahmen eingerechnet sind. Mit den 50 Millionen Pfund ist der Spitzenverein der Premier League vergleichbar mit einem NFL-Klub, wobei die NFL ihre Einnahmen aus den Fernsehrechten paritätisch auf alle Vereine aufteilt. Der neue Kontrakt der Premier League sorgte insgesamt dafür, dass diese den weltweit zweitlukrativsten TV-Rechtevertrag einer Sportliga ausgehandelt hat – sowohl in Bezug auf die Gesamteinnahmen, als auch umgerechnet auf den Vereinsschnitt – und rangiert damit nur noch hinter der NFL. Jedoch muss auch hier beachtet werden, dass sich die NFL in viel stärkerem Maße dazu verpflichtet hat, die Spieler für mannigfaltige Promotion-Termine im Fernsehen, Radio und in den Printmedien abzustellen und zahlreiche Live-Auftritte wahrzunehmen.
Die genannten Zahlen beziehen sich jedoch nur auf die Übertragungsrechte in den nationalen Meisterschaftsspielen, sodass sich die Einnahmen für die Teilnehmer an den europäischen Vereinswettbewerben – darunter die UEFA Champions League und der UEFA-Pokal – noch deutlich erhöhen können. Vor allem die Champions League kann sich als finanziell sehr lohnend erweisen, besonders dann, wenn sich ein betreffender Verein immer weiter für die jeweils nächsten Runden qualifizieren kann. Der FC Liverpool erhielt bei seinem Turniergewinn in der Saison 2004/05 aus den TV-Rechten der UEFA 20,5 Millionen Pfund, der FC Arsenal ein Jahr später bereits 22,4 Millionen Pfund. Im zuletzt genannten Fall bekam der letztlich im Finale unterlegene FC Arsenal sogar mehr als der Sieger FC Barcelona, was sich aus den speziellen Erlösen auf dem englischen Markt begründete. In der Saison 2006/07 profitierte der FC Liverpool erneut von einer Finalteilnahme in der Champions League, muss aber die Einnahmen in größerem Maße mit dem FC Chelsea und Manchester United teilen, die als Premier-League-Klubs ebenfalls ins Halbfinale eingezogen sind und deshalb Anspruch auf einen großen Anteil der Einnahmen besitzen (je 8 Millionen plus Anteile aus dem TV-Rechtepool und Prämien).
Die finanzielle Lukrativität der Premier League hat im Lauf ihrer Geschichte dafür gesorgt, dass sich die teilnehmenden Vereine zu Wirtschaftsunternehmen entwickelten, die Einkünfte in zwei- bis dreistelliger Euro-Millionenhöhe generierten und an Wertpapierbörsen gehandelt werden konnten. In der jüngeren Vergangenheit entwickelte sich jedoch ein gegenläufiger Trend und die Vereine wurden zunehmend zum Übernahmeziel vermögender Investoren. Hatte im Jahre 1997 die Übernahme des damaligen Drittligisten FC Fulham durch Mohamed Al-Fayed noch für Schlagzeilen gesorgt, so wurden im 21. Jahrhundert zunehmend die Erstligavereine zur Zielscheibe für finanzkräftige Einzelpersonen. Der FC Chelsea wurde 2003 von Roman Abramowitsch aufgekauft, Manchester United wechselte 2005 vollständig in den Besitz des US-amerikanischen Geschäftsmannes Malcolm Glazer über. Der FC Liverpool befand sich bis 2010 im Besitz von George Gillett und Tom Hicks. Weiter befinden sich Manchester City (Scheich Mansour bin Zayed Al Nahyan), Leicester City (Vichai Srivaddhanaprabha), FC Arsenal (Alischer Usmanow und Stan Kroenke), FC Watford (Gino Pozzo), West Bromwich Albion (Lai Guochuan), FC Everton (Farhad Moshiri), FC Southampton (Gao Jisheng und Katharina Liebherr), FC Bournemouth (Maxim Demin) und Swansea City (Stephen Kaplan) teilweise oder vollständig in ausländischer Hand.
2012 wurde der Erlös aus TV-Rechten neuerlich gesteigert und beträgt für die drei Jahre ab der Saison 2013/14 nun 3 Milliarden Pfund Sterling, wobei sich mehrere Unternehmen verschiedene Übertragungspakete gesichert haben, darunter BSkyB und die BT Group.

## Berichterstattung in den Medien

### England

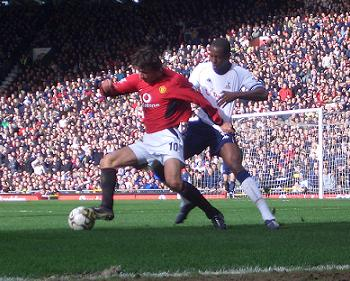
Meisterschaftsspiel zwischen Manchester United und Tottenham Hotspur im Jahre 2004

Das Fernsehen hat eine entscheidende Rolle in der Entwicklung der Premier League gespielt. Die Gelder aus den TV-Übertragungsrechten waren maßgeblich dafür verantwortlich, dass sich die Liga sowohl auf als auch außerhalb des Spielfelds prosperierend entwickelte. Im Jahre 1992 war es eine riskante Entscheidung, die Rechte an BSkyB zu vergeben, da zu diesem Zeitpunkt noch keine britischen Erfahrungen im Bezahlfernsehen im Sportbereich existierten und die Akzeptanz bei den Fußball-Anhängern fraglich war. Sie sollte sich jedoch schon sehr bald auszahlen, wobei die Kombination aus einer erfolgreichen Sky-Marketingstrategie, der Qualität des Fußballs in der Premier League und der großen Resonanz in der Öffentlichkeit dem Konzept zum Erfolg verhalfen und den Wert der TV-Rechte in die Höhe schnellen ließ. Dadurch entstand zudem ein verfeinerter Spielplan für Sonntags- und Montagspartien, bei denen man sich in der Strategie der Sonntag- und Montagabend-Spiele an der NFL orientierte. In beiden Fällen sind es normalerweise die jeweils einzigen Premier-League-Spiele, die zu diesem Zeitpunkt stattfinden.
Die Premier League verkauft ihre TV-Rechte kollektiv und unterscheidet sich damit von anderen europäischen Ligen – darunter die Serie A und Primera División – wo sich die einzelnen Vereine selbst vermarkten dürfen, was tendenziell zu höheren Einnahmen für die Spitzenvereine zu Lasten der schwächeren Klubs führt. Die erzielten Einkünfte werden in England in drei Bereiche aufgeteilt: Die Hälfte des Gesamtaufkommens wird zunächst zu je gleichen Teilen auf die teilnehmenden Vereine ausgegeben; ein weiteres Viertel richtet sich gestaffelt als Prämie nach der in der Abschlusstabelle belegten Position, wobei der Meister den 20-fachen Bonus im Vergleich zum Tabellenletzten erhält und die Vereine dazwischen jeweils in konstanten Differenzschritten zueinander abgestuft werden. Das letzte Viertel wird für konkrete TV-Liveübertragungen ausgezahlt, bei denen der Löwenanteil in der Regel für die Spitzenvereine abfällt. Im Gegensatz zu dieser verfeinerten Aufschlüsselung werden die Einkünfte aus den Übersee-Übertragungsrechten auf alle 20 Klubs gleich aufgeteilt.
Der Wert der mit dem TV-Sender Sky ausgehandelten Übertragungsrechte steigerte sich von einem anfänglich 191 Millionen Pfund schweren Fünfjahresvertrag hin zu bereits 670 Millionen Pfund über vier Spielzeiten zu Beginn der Saison 1997/98. Der von 2004 bis 2007 gültige Vertrag mit BSkyB war 1,024 Milliarden Pfund schwer und wurde noch um 320 Millionen Pfund aus den Überseerechten – bezogen auf den gleichen Zeitraum bis zum Ende der Saison 2006/07 – erhöht, die wiederum regional individuell ausgehandelt wurden. Das Monopol von Sky wurde im heimischen Markt im August 2006 erstmals aufgebrochen, als dem Sender Setanta Sports die Übertragungsrechte an zwei der sechs Spielepakete zugesprochen wurden. Dies gilt zudem als direkte Reaktion auf eine Intervention der Europäischen Kommission, die die Exklusivrechte für nur eine TV-Gesellschaft bemängelt hatte. Für die Rechte von 2007 bis 2010 zahlten Sky und Setanta insgesamt circa 1,7 Milliarden Pfund, was mit einem Zweidrittelanstieg gleichzusetzen ist. Damit wurden viele Experten überrascht, die angesichts der vergangenen Steigerungsraten damit gerechnet hatten, dass sich der Wert der Rechte nicht mehr in vergleichbaren Raten steigern ließe. Die BBC zahlte zudem 171,6 Millionen Pfund für die drei Jahre laufenden Rechte an den Zusammenfassungen für die Sendung „Match of the Day“, was im Vergleich zu den drei Jahre zuvor ausgehandelten 105 Millionen Pfund ebenso einen Anstieg von 63 % darstellt. Sky und die BT Group haben zudem gemeinsam für 84,3 Millionen Pfund die TV-Rechte für 242 Spiele erstanden, die von ihnen in ganzer Länge nach Ablauf von 50 Stunden – bezogen auf den um 22:00 Uhr abgelaufenen Spieltag – im TV und im Internet übertragen werden können. Die TV-Rechte im Überseebereich haben sich mit 625 Millionen Pfund nahezu verdoppelt und daneben existieren noch weitere Geschäfte in der Mobilfunktechnologie. Zusammengerechnet betrugen diese Einkünfte 2,7 Milliarden Pfund, was dem durchschnittlichen Premier-League-Verein zwischen 2007 und 2010 45 Millionen Pfund einbrachte. Dazu kamen kleinere Beträge aus den Medienrechten der heimischen Pokalwettbewerbe und teilweise große Einkünfte aus den TV-Rechten der europäischen Vereinswettbewerbe.
Die TV-Rechte-Verträge zwischen der Premier League und Sky waren häufig Gegenstand öffentlicher Kontroversen, in deren Zentrum Vorwürfe einer Kartellbildung standen, und zu mehreren gerichtlichen Auseinandersetzungen führten. Die Behörde „Office of Fair Trading“ (vergleichbar mit dem Bundeskartellamt) stellte nach einer Untersuchung im Jahre 2002 fest, dass BSkyB zwar eine dominante Stellung im Bereich des Bezahlfernseh-Sportgeschäfts verfüge, diese aber nicht missbräuchlich genutzt habe. Im Juli 1999 untersuchte der „UK Restrictive Practices Court“ die im Namen der beteiligten Vereine zentrale Vermarktung der Übertragungsrechte und kam zu dem Schluss, dass die getroffenen Vereinbarungen dem öffentlichen Interesse nicht widersprechen.

### Weltweit
Die Premier League wird als die „größte Show der Erde“ („The Greatest Show On Earth“) beworben und sie ist mit über einer Milliarde Zuschauer die weltweit am meisten verfolgte Sportliga. Es existiert dabei eine weite Verbreitung in den Überseeländern und die Spiele der Premier League werden in insgesamt 152 Ländern gezeigt. Die Ausstrahlung erfolgt in der Regel über das Netzwerk des von Rupert Murdoch kontrollierten Medienkonglomerats News Corporation (kurz: „NewsCorp“), dem wiederum BSkyB und somit die Erstverwertungsrechte in Großbritannien und Irland angehören. Die NewsCorp hat zudem Werbeflächen in der Premier League für den Fox Soccer Channel eingekauft, der für die Verbreitung in den Vereinigten Staaten zuständig ist (daneben können in den USA Radioreportagen über das Sirius Satellite Radio empfangen werden). Auch in Kanada werden im „Sportsnet“ am jeweiligen Samstag zahlreiche Spiele der Premier League gezeigt. Vor allem aber in Asien ist die Premier League sehr populär und stellt dort das am weitesten verbreitete Sportprogramm. Dieser enormen Popularität trägt die Premier League dadurch zusätzlich Rechnung, dass zwei Turniere im Vorfeld einer Saison in Asien ausgetragen werden. Dies sind zudem die einzigen Turniere, die in Verbindung mit der Premier League stehen und außerhalb Englands ausgespielt werden. Im Juli 2003 wurde erstmals in Malaysia der „FA Premier League Asia Cup“ mit dem FC Chelsea, Newcastle United, Birmingham City und zusätzlich der malaysischen Fußballnationalmannschaft ausgetragen. Im Jahre 2005 wurde mit einem ähnlichen Format die „Asia Trophy“ in Thailand ausgespielt, wobei neben der thailändischen Nationalmannschaft die drei englischen Vereine FC Everton, Manchester City und die Bolton Wanderers antraten (der zuletzt genannte Verein gewann den Wettbewerb). Im Jahre 2007 fand der „FA Premier League Asia Cup“ als „Barclays Asia Trophy 2007“ in Hongkong statt. Teilnehmer waren dabei mit der „South China Athletic Association“ der Pokalsieger aus Hongkong, der FC Liverpool, der FC Fulham und der spätere Sieger FC Portsmouth.
In jüngerer Vergangenheit stellte sich die FA gegen Urheberrechtsverletzungen im Internet. Um die Veröffentlichung der Livespiele über Streaming Media zu bekämpfen, wurde eine Kooperation mit der Firma „NetResult“ gestartet, die sich auf den Online-Schutz von Marken spezialisiert hat. Obwohl NetResult einige Webseiten von Livestream-Anbietern verbieten konnte, werden die Resultate als wenig effektiv angesehen. Die BBC veröffentlichte eine Meldung, in der vermeldet wurde, dass NetResult im Auftrag der Premier League per E-Mail eine Warnung an die Betreiber der Internetseite „www.footyclips.com“ versendet hat, da diese Videomitschnitte der Plattform YouTube veröffentlicht. Dies führte zur zeitweiligen Schließung des Internetauftritts des unabhängigen Anbieters.

## Spieler
Zu Beginn der Premier-League-Saison 1992/93 waren in den ersten Spielen lediglich elf Ausländer – bezogen auf die Nationalitäten außerhalb des Vereinigten Königreichs und Irland – in allen Mannschaften vertreten. Im Laufe der Zeit hat sich diese Struktur fundamental geändert und nach einem 36 %-Anteil in der Saison 2000/01 steigerte sich das Verhältnis der ausländischen Spieler auf 45 % in der Spielzeit 2004/05. Am 26. Dezember 1999 bot der FC Chelsea erstmals eine Anfangself auf, die vollständig aus ausländischen Spielern bestand, und am 14. Februar 2005 nominierte der FC Arsenal für die Partie gegen Crystal Palace einen 16-Mann-Kader aus sechs Franzosen, drei Spaniern, zwei Niederländern und jeweils einem Spieler aus Kamerun, Deutschland, der Elfenbeinküste, Brasilien und der Schweiz.
Obwohl die Premier League ein englischer Wettbewerb ist, ist es bis heute noch keinem englischen Cheftrainer gelungen, diese zu gewinnen. Insgesamt haben nur zehn verschiedene Trainer die Premier-League-Meisterschaft gewonnen: zwei Schotten (Sir Alex Ferguson mit Manchester United und Kenny Dalglish mit den Blackburn Rovers), ein Franzose (Arsène Wenger mit dem FC Arsenal), ein Portugiese (José Mourinho mit dem FC Chelsea), ein Chilene (Manuel Pellegrini mit Manchester City), ein Spanier (Pep Guardiola mit Manchester City), ein Deutscher (Jürgen Klopp mit dem FC Liverpool) und vier Italiener (Carlo Ancelotti, Antonio Conte beide mit dem FC Chelsea, Roberto Mancini mit Manchester City und Claudio Ranieri mit Leicester City). Die besten Resultate von englischen Trainern waren zwei Vizemeisterschaften (Ron Atkinson mit Aston Villa im Jahre 1993 und Kevin Keegan mit Newcastle United drei Jahre später).
Über 260 ausländische Spieler sind in der Premier League beschäftigt und an der Fußball-WM 2002 im Japan und Südkorea nahmen 101 Spieler aus den englischen Ligen teil. Bei der WM 2006 in Deutschland stellte keine andere Liga so viele Akteure wie die Premier League. Unter den mehr als 80 Spielern befanden sich auch 21 der 23 Spieler aus dem Kader der englischen Nationalmannschaft.
Aufgrund der sprunghaft gestiegenen Einnahmen aus den Übertragungsrechten wuchsen auch die Spielergehälter seit den Gründungstagen der Premier League stark an. Während ein durchschnittlicher Spieler in der Saison 1992/93 „nur“ 75.000 Pfund pro Jahr erhielt, stiegen diese Einnahmen jährlich um rund 20 % an und beliefen sich in der Saison 2003/04 bereits auf 676.000 Pfund.

## Transfererlöse: Rekordmarken
In den ersten Spielzeiten der Premier League wurde die jeweilige Rekordablösesumme bei Spielertransfers fast jährlich gebrochen, was sich auch in den ersten Jahren des 21. Jahrhunderts fortsetzte.
- 3,75 Millionen Pfund im Juni 1993 (Roy Keane, von Nottingham Forest zu Manchester United)
- 5 Millionen Pfund im Juli 1994 (Chris Sutton, von Norwich City zu den Blackburn Rovers)
- 7 Millionen Pfund im Januar 1995 (Andy Cole, von Newcastle United zu Manchester United)
- 7,5 Millionen Pfund im Juni 1995 (Dennis Bergkamp, von Inter Mailand zum FC Arsenal)
- 8,5 Millionen Pfund im Juli 1995 (Stan Collymore, von Nottingham Forest zum FC Liverpool)
- 15 Millionen Pfund (damals Weltrekord) im Juli 1996 (Alan Shearer, von den Blackburn Rovers zu Newcastle United)
- 18 Millionen Pfund im November 2000 (Rio Ferdinand, von West Ham United zu Leeds United)
- 19 Millionen Pfund im Mai 2001 (Ruud van Nistelrooy, von PSV Eindhoven zu Manchester United)
- 28,1 Millionen Pfund im Juli 2001 (Juan Sebastián Verón, von Lazio Rom zu Manchester United)
- 29,1 Millionen Pfund im Juli 2002 (Rio Ferdinand, von Leeds United zu Manchester United)
- 30 Millionen Pfund im Juni 2006 (Andrij Schewtschenko, von der AC Mailand zum FC Chelsea)
- 32,5 Millionen Pfund im September 2008 (Robinho, von Real Madrid zu Manchester City)[46]
- 50 Millionen Pfund im Januar 2011 (Fernando Torres, vom FC Liverpool zum FC Chelsea)
- 59,7 Millionen Pfund im August 2014 (Ángel Di María, von Real Madrid zu Manchester United)[47]
- 89 Millionen Pfund im August 2016 (Paul Pogba, von Juventus Turin zu Manchester United)
- 107 Millionen Pfund im Februar 2023 (Enzo Fernández, von Benfica Lissabon zum FC Chelsea)[48]
- 115 Millionen Pfund im August 2023 (Moisés Caicedo, von Brighton & Hove Albion zum FC Chelsea)[49]

Obwohl die Transferrekordmarke von Alan Shearer in England fast fünf Jahre anhielt, war der Weltrekord bereits innerhalb eines Jahres wieder gebrochen worden. Ebenfalls vergleichbar lang hielt die Bestmarke des Transfers von Rio Ferdinand an, dessen Rekord nach fast vier Jahren von Andrij Schewtschenko überboten wurde, wobei die genaue Ablösesumme für seinen Transfer von der AC Mailand zum FC Chelsea nicht bekannt ist und zwischen 30 und 56 Millionen Pfund betrug. Die höchste Ablösesumme für einen Teenager liegt in der Geschichte der Premier League bei rund 50 Millionen Pfund und wurde im Jahre 2015 von Manchester United an den französischen Verein AS Monaco für Anthony Martial gezahlt.

## Das „Finanzrisiko Abstieg“

Das Logo der bis 2007 „FA Premier League“ genannten Spielklasse

Logo der Premier League von 2007 bis 2016

Seit der Abspaltung der Premier League von der Football League ist es vielen etablierten Erstligavereinen gelungen, sich sportlich und finanziell immer mehr von den unterklassigeren Mannschaften zu distanzieren. Dies liegt vor allem in der großen Diskrepanz in den Einnahmen für die Übertragungsrechte begründet, wodurch sich viele Aufsteiger sehr schwer tun, die Klasse in der Premier League zu erhalten. Mit Ausnahme der Saison 2001/02 musste stets mindestens ein Aufsteigerklub nach nur einer Spielzeit direkt wieder den Weg in die Football League – also in die Zweitklassigkeit – antreten. Nach Abschluss der Saison 1997/98 stiegen gar alle drei Aufsteiger wieder in die zweite Liga ab.
Ein kleiner Teil der TV-Einnahmen wird von der Premier League als sogenannte „Fallschirmzahlungen“ an die Absteiger abgegeben. Seit Beginn der Saison 2006/07 betragen diese Zuwendungen an einen betreffenden Verein insgesamt 6,5 Millionen Pfund für den Zeitraum von zwei Jahren in der Unterklassigkeit. Obwohl damit beabsichtigt wurde, die Finanzlücke zu verkleinern, die für Absteiger aus dem Verlust der hohen Fernseheinkünfte resultiert, monieren Kritiker, dass damit der Abstand größer wird zwischen den Vereinen, die in der Premier League gespielt haben und denen, die es noch nicht geschafft haben. Entgegen der Absicht, den Einnahmeverlust der Absteiger etwas zu kompensieren (ein durchschnittlicher Premier-League-Verein erhält 28 Millionen Pfund, ein Teilnehmer an der Football League Championship lediglich eine Million Pfund) wurde nach Kritikermeinung eher das Phänomen der „Fahrstuhlmannschaften“ gefördert. In diesem Zusammenhang wurde dieses Hin- und Herspringen zwischen den Ligen mit dem neuen englischen Begriff „bouncing back“ beschrieben, der auf eine Wortschöpfung von Iain Dowie – damals Trainer von Crystal Palace – zurückgeht. Dieser hatte mit der „bouncebackability“ nach Niederlagen seiner Mannschaft gefordert, mit einem Sieg die Fähigkeit „wieder aufzustehen“ zu demonstrieren – dieser Begriff hat seit 2006 sogar den Weg ins renommierte Wörterbuch „Oxford English Dictionary“ gefunden. Mannschaften, die häufig auf- und absteigen werden auch Yo-Yo-Teams genannt.
Zuletzt reagierte der Londoner Klub Charlton Athletic auf seinen Abstieg aus der Premier League und den damit zu erwartenden Einnahmeverlust mit einem Sparkurs, dem am 23. Juli 2007 sogar die eigene Frauenabteilung („Charlton Athletic L.F.C.“) zum Opfer fallen sollte. Diese hatte in der abgelaufenen Saison 2006/07 in der FA Women’s Premier League immerhin den dritten Platz belegt. Erst nach zweimonatigen Verhandlungen konnte in letzter Sekunde mit der Hilfe eines Sponsorenpakets unter dem Dach des „Charlton Community Trust“ der Spielbetrieb auch für die anschließende Saison 2007/08 sichergestellt werden.

## Steuervermeidung
Im April 2015 berichtete der Guardian, dass 28 englische Fußballvereine, darunter namhafte Klubs wie Manchester United und FC Arsenal, in Steueroasen registriert sind. Das Tax Justice Network veröffentlichte einen ausführlichen Investigativbericht, in dem die zum Teil sehr komplexen Steuerkonstruktionen erklärt werden. Demnach führt Manchester United seine operativen Geschäfte über mehrere Offshore-Standorte aus. Die Red Football Holdings Limited, ein Verbund diverser Holdings in Großbritannien, befindet sich im Eigentum der auf den Cayman Islands gemeldeten Manchester United PLC, die wiederum zu 90 Prozent der in Delaware ansässigen Red Football LLC gehört. Letztere wird von den Söhnen des 2014 verstorbenen Eigners Malcolm Glazer kontrolliert. Das 2,2 Milliarden Pfund schwere Erbe an dem Klub ging nahezu steuerfrei auf die Söhne über. Der Gouverneur der Cayman Islands, ein Repräsentant der Queen und Unterhändler der britischen Regierung schlossen mit Manchester United einen Deal, der dem Klub für die nächsten 20 Jahre Steuerfreiheit in dem Überseegebiet gewährt. Neben Manchester United haben auch Birmingham City, Coventry City und Cheltenham Town ihren Sitz auf den Cayman Islands. Der FC Fulham steht im Eigentum einer Holding, die unter dem Namen Big Cat Holdings auf den Bahamas firmiert. Der amerikanische Geschäftsmann Stan Kroenke hält seine Anteile an FC Arsenal über eine Gesellschaft im US-Bundesstaat Delaware, der als Steuerparadies gilt. Das Volumen, das über diese Offshore-Häfen transferiert wird, schätzt das Tax Justice Network auf drei Milliarden Pfund. Die Veröffentlichung des Berichts über Steuervermeidung sorgte auf der Insel nicht für die Empörung, die man eigentlich hätte erwarten können. Die Regierung in London reagierte nicht mit schärferen Eigenkapital- und Transparenzvorschriften.

## Mannschaften

### Premier-League-Meister
In den bisher 28 Spielzeiten der Premier League seit der Saison 1992/93 errangen insgesamt 7 verschiedene Vereine den Meistertitel. Erfolgreichster Verein mit 13 Premier-League-Meisterschaften ist Manchester United, das mit insgesamt 20 Meistertiteln gemeinsam mit dem FC Liverpool auch englischer Rekordmeister ist. Es folgen Manchester City mit 8 und der FC Chelsea mit 5 Premier-League-Titeln. Frühester Meister der Premier-League-Geschichte ist der FC Liverpool, der in der Saison 2019/20 nach dem 31. Spieltag – 7 Spieltage vor dem Saisonende – nicht mehr von der Tabellenspitze zu verdrängen war. Der Punkterekord wurde in der Saison 2017/18 von Manchester City mit 100 Punkten aufgestellt.
| Rang |                   | Verein            | Premier-League-Titel (Titel ges.) |
| ---- | ----------------- | ----------------- | --------------------------------- |
| 1    | Manchester United | Manchester United | 13 (20)                           |
| 2    | Manchester City   | Manchester City   | 8 (10)                            |
| 3    | FC Chelsea        | FC Chelsea        | 5 (6)                             |
| 4    | FC Arsenal        | FC Arsenal        | 3 (13)                            |
| 5    | FC Liverpool      | FC Liverpool      | 2 (20)                            |
| 6    | Blackburn Rovers  | Blackburn Rovers  | 1 (3)                             |
| 6    | Leicester City    | Leicester City    | 1 (1)                             |

Siehe auch: Liste der englischen Fußballmeister

### Teilnehmer zur Saison 2025/26
Die folgenden 20 Vereine bestreiten die Saison 2025/26 in der Premier League.
| Verein                  | Abschlusstabellenposition in der Saison 2024/25 | erste erstklassige Saison | Anzahl erstklassige Spielzeiten (insg.) | ununterbrochen erstklassig seit | Anzahl Meistertitel | letzter Titelgewinn |
| ----------------------- | ----------------------------------------------- | ------------------------- | --------------------------------------- | ------------------------------- | ------------------- | ------------------- |
| FC Arsenal              | 2. Platz                                        | 1904/05                   | 109                                     | 1919/20                         | 13                  | 2003/04             |
| Aston Villa             | 6. Platz                                        | 1888/89                   | 112                                     | 2019/20                         | 7                   | 1980/81             |
| AFC Bournemouth         | 9. Platz                                        | 2015/16                   | 9                                       | 2022/23                         | 0                   | -                   |
| FC Brentford            | 10. Platz                                       | 1935/36                   | 10                                      | 2021/22                         | 0                   | -                   |
| Brighton & Hove Albion  | 8. Platz                                        | 1979/80                   | 13                                      | 2017/18                         | 0                   | -                   |
| FC Burnley              | Aufsteiger                                      | 1888/89                   | 61                                      | 2025/26                         | 2                   | 1959/60             |
| FC Chelsea              | 4. Platz                                        | 1907/08                   | 91                                      | 1989/90                         | 6                   | 2016/17             |
| Crystal Palace          | 12. Platz                                       | 1969/70                   | 26                                      | 2013/14                         | 0                   | -                   |
| FC Everton              | 13. Platz                                       | 1888/89                   | 123                                     | 1954/55                         | 9                   | 1986/87             |
| FC Fulham               | 11. Platz                                       | 1945/50                   | 31                                      | 2022/23                         | 0                   | -                   |
| Leeds United            | Aufsteiger                                      | 1924/25                   | 54                                      | 2025/26                         | 3                   | 1991/92             |
| FC Liverpool            | 1. Platz                                        | 1894/95                   | 111                                     | 1962/63                         | 20                  | 2024/25             |
| Manchester City         | 3. Platz                                        | 1899/1900                 | 97                                      | 2002/03                         | 10                  | 2023/24             |
| Manchester United       | 15. Platz                                       | 1892/93                   | 101                                     | 1975/76                         | 20                  | 2012/13             |
| Newcastle United        | 5. Platz                                        | 1898/99                   | 94                                      | 2017/18                         | 4                   | 1926/27             |
| Nottingham Forest       | 7. Platz                                        | 1892/93                   | 60                                      | 2022/23                         | 1                   | 1977/78             |
| AFC Sunderland          | Aufsteiger                                      | 1890/91                   | 88                                      | 2025/26                         | 6                   | 1935/36             |
| Tottenham Hotspur       | 17. Platz                                       | 1909/10                   | 91                                      | 1978/79                         | 2                   | 1960/61             |
| West Ham United         | 14. Platz                                       | 1923/24                   | 68                                      | 2012/13                         | 0                   | -                   |
| Wolverhampton Wanderers | 16. Platz                                       | 1888/89                   | 71                                      | 2018/19                         | 3                   | 1958/59             |

### Frühere Premier-League-Vereine
Seit dem Beginn im Jahre 1992 bis zum Abschluss der Saison 2012/13 haben insgesamt 45 Klubs an der Premier League teilgenommen. Die beiden Klubs Luton Town und Notts County haben zusätzlich das Gründungsabkommen ratifiziert, mussten jedoch vor der ersten Saison 1992/93 aus der obersten Spielklasse absteigen und kehrten auch bis heute nie dorthin zurück, um selbst erstmals in der Premier League zu spielen.
Luton Town stieg 2022/23 über die Championship-Playoffs tatsächlich erstmals auf, während Notts County heutzutage in der viertklassigen English Football League Two antritt. 
Die folgenden sechs Vereine sind ununterbrochen seit der ersten Saison in der Premier League vertreten: FC Arsenal, FC Chelsea, FC Everton, FC Liverpool, Manchester United und Tottenham Hotspur.

## Spielerstatistiken
Für eine komplette Auflistung aller in der Premier League eingesetzten Spieler siehe Liste der Spieler der Premier League.

### Torschützenkönige der einzelnen Spielzeiten
| Saison  | Torschützenkönig          | Verein            | Tore |
| ------- | ------------------------- | ----------------- | ---- |
| 1992/93 | Teddy Sheringham          | Tottenham Hotspur | 22   |
| 1993/94 | Andrew Cole               | Newcastle United  | 34   |
| 1994/95 | Alan Shearer              | Blackburn Rovers  | 34   |
| 1995/96 | Alan Shearer              | Blackburn Rovers  | 31   |
| 1996/97 | Alan Shearer              | Newcastle United  | 25   |
| 1997/98 | Chris Sutton              | Blackburn Rovers  | 18   |
| 1997/98 | Dion Dublin               | Coventry City     | 18   |
| 1997/98 | Michael Owen              | FC Liverpool      | 18   |
| 1998/99 | Jimmy Floyd Hasselbaink   | Leeds United      | 18   |
| 1998/99 | Michael Owen              | FC Liverpool      | 18   |
| 1998/99 | Dwight Yorke              | Manchester United | 18   |
| 1999/00 | Kevin Phillips            | AFC Sunderland    | 30   |
| 2000/01 | Jimmy Floyd Hasselbaink   | FC Chelsea        | 23   |
| 2001/02 | Thierry Henry             | FC Arsenal        | 24   |
| 2002/03 | Ruud van Nistelrooy       | Manchester United | 25   |
| 2003/04 | Thierry Henry             | FC Arsenal        | 30   |
| 2004/05 | Thierry Henry             | FC Arsenal        | 25   |
| 2005/06 | Thierry Henry             | FC Arsenal        | 27   |
| 2006/07 | Didier Drogba             | FC Chelsea        | 20   |
| 2007/08 | Cristiano Ronaldo         | Manchester United | 31   |
| 2008/09 | Nicolas Anelka            | FC Chelsea        | 19   |
| 2009/10 | Didier Drogba             | FC Chelsea        | 29   |
| 2010/11 | Dimitar Berbatow          | Manchester United | 21   |
| 2010/11 | Carlos Tévez              | Manchester City   | 21   |
| 2011/12 | Robin van Persie          | FC Arsenal        | 30   |
| 2012/13 | Robin van Persie          | Manchester United | 26   |
| 2013/14 | Luis Suárez               | FC Liverpool      | 31   |
| 2014/15 | Sergio Agüero             | Manchester City   | 26   |
| 2015/16 | Harry Kane                | Tottenham Hotspur | 25   |
| 2016/17 | Harry Kane                | Tottenham Hotspur | 29   |
| 2017/18 | Mohamed Salah             | FC Liverpool      | 32   |
| 2018/19 | Pierre-Emerick Aubameyang | FC Arsenal        | 22   |
| 2018/19 | Sadio Mané                | FC Liverpool      | 22   |
| 2018/19 | Mohamed Salah             | FC Liverpool      | 22   |
| 2019/20 | Jamie Vardy               | Leicester City    | 23   |
| 2020/21 | Harry Kane                | Tottenham Hotspur | 23   |
| 2021/22 | Mohamed Salah             | FC Liverpool      | 23   |
| 2021/22 | Son Heung-min             | Tottenham Hotspur | 23   |
| 2022/23 | Erling Haaland            | Manchester City   | 36   |
| 2023/24 | Erling Haaland            | Manchester City   | 27   |

Stand: Saisonende 2023/24

### Ewige Torschützenliste
Spieler mit fettgedrucktem Namen sind weiterhin in der Premier League aktiv.
| Pos. | Spieler       | Tore |
| ---- | ------------- | ---- |
| 01.  | Alan Shearer  | 260  |
| 02.  | Harry Kane    | 213  |
| 03.  | Wayne Rooney  | 208  |
| 04.  | Andrew Cole   | 187  |
| 05.  | Sergio Agüero | 184  |
| 06.  | Frank Lampard | 177  |
| 07.  | Thierry Henry | 175  |
| 08.  | Robbie Fowler | 163  |
| 09.  | Jermain Defoe | 162  |
| 10.  | Mohamed Salah | 157  |

Stand: Saisonende 2023/24

### Die meisten Torvorlagen
Spieler mit fettgedrucktem Namen sind weiterhin in der Premier League aktiv.
| Pos. | Spieler         | Torvorlagen |
| ---- | --------------- | ----------- |
| 01.  | Ryan Giggs      | 162         |
| 02.  | Kevin De Bruyne | 112         |
| 03.  | Cesc Fàbregas   | 111         |
| 04.  | Wayne Rooney    | 103         |
| 04.  | Frank Lampard   | 102         |
| 06.  | Dennis Bergkamp | 94          |
| 07.  | David Silva     | 93          |
| 08.  | Steven Gerrard  | 92          |
| 09.  | James Milner    | 89          |
| 10.  | David Beckham   | 80          |

Stand: Saisonende 2023/24

### Die meisten Einsätze
Spieler mit fettgedrucktem Namen sind weiterhin in der Premier League aktiv.
| Pos. | Spieler         | Einsätze |
| ---- | --------------- | -------- |
| 01.  | Gareth Barry    | 653      |
| 02.  | James Milner    | 634      |
| 03.  | Ryan Giggs      | 632      |
| 04.  | Frank Lampard   | 609      |
| 05.  | David James     | 572      |
| 06.  | Gary Speed      | 535      |
| 07.  | Emile Heskey    | 516      |
| 08.  | Mark Schwarzer  | 514      |
| 09.  | Jamie Carragher | 508      |
| 10.  | Phil Neville    | 505      |

Stand: Saisonende 2023/24

### Torhüter mit den meisten Spielen ohne Gegentor
Spieler mit fettgedrucktem Namen sind weiterhin in der Premier League aktiv.
| Pos. | Torhüter          | Anzahl |
| ---- | ----------------- | ------ |
| 01.  | Petr Čech         | 202    |
| 02.  | David James       | 169    |
| 03.  | Mark Schwarzer    | 152    |
| 04.  | David de Gea      | 147    |
| 05.  | David Seaman      | 141    |
| 06.  | Nigel Martyn      | 137    |
| 07.  | Pepe Reina        | 136    |
| 08.  | Brad Friedel      | 132    |
| 08.  | Tim Howard        | 132    |
| 08.  | Edwin van der Sar | 132    |

Stand: Saisonende 2023/24

### Hall of Fame

#### Spieler
Im April 2021 eröffnete die Premier League eine Hall of Fame und gab Thierry Henry sowie Alan Shearer als erste Mitglieder bekannt. Für die Aufnahme muss ein Spieler seine Karriere beendet haben. Es werden ausschließlich die Leistungen in der Premier League bewertet. Es werden zudem 250 Premier-League-Spiele vorausgesetzt, es sei denn, eine der folgenden Kriterien ist erfüllt:
- Mehr als 200 Premier-League-Spiele für einen Verein
- Wahl in ein Premier-League-Team eines Jahrzehnts
- Torschützenkönig (Feldspieler) bzw. meiste Zu-Null-Spiele (Torhüter)
- Spieler der Saison
- Drei Premier-League-Meisterschaften
- 100 Premier-League-Tore (Feldspieler) bzw. 100 Zu-Null-Spiele (Torhüter)

| Nat.           | Spieler          | Position   | Spiele | Tore | Vorlagen | PL-Titel | Torschützen- könig | Spieler der Saison | Verein(e) | Debütsaison | Letzte Saison | Aufnahme | Quelle        |
| -------------- | ---------------- | ---------- | ------ | ---- | -------- | -------- | ------------------ | ------------------ | --- | ----------- | ------------- | -------- | ------------- |
| England        | Tony Adams       | Abwehr     | 255    | 12   | 9        | 2        | 0                  | 0                  | FC Arsenal | 1992/93     | 2001/02       | 2023     | [ 65 ] [ 66 ] |
| Argentinien    | Sergio Agüero    | Sturm      | 275    | 184  | 47       | 5        | 1                  | 0                  | Manchester City                                                                                                  | 2011/12     | 2020/21       | 2022     | [ 67 ] [ 68 ] |
| England        | David Beckham    | Mittelfeld | 265    | 62   | 80       | 6        | 0                  | 0                  | Manchester United                                                                                                | 1994/95     | 2002/03       | 2021     | [ 69 ]        |
| Niederlande    | Dennis Bergkamp  | Sturm      | 315    | 87   | 94       | 3        | 0                  | 0                  | FC Arsenal | 1995/96     | 2005/06       | 2021     | [ 70 ]        |
| Frankreich     | Éric Cantona     | Sturm      | 156    | 70   | 56       | 4        | 0                  | 0                  | Leeds United, Manchester United                                                                                  | 1992/93     | 1996/97       | 2021     | [ 71 ]        |
| Tschechien     | Petr Čech        | Tor        | 443    | 0    | 2        | 4        | 0                  | 0                  | FC Chelsea, FC Arsenal                                                                                           | 2004/05     | 2018/19       | 2023     | [ 72 ] [ 73 ] |
| England        | Andrew Cole      | Sturm      | 414    | 187  | 73       | 5        | 1                  | 0                  | Newcastle United, Manchester United, Blackburn Rovers, FC Fulham, Manchester City, FC Portsmouth, AFC Sunderland | 1993/94     | 2007/08       | 2024     | [ 74 ]        |
| England        | Ashley Cole      | Abwehr     | 385    | 15   | 31       | 3        | 0                  | 0                  | FC Arsenal, FC Chelsea                                                                                           | 1999/2000   | 2013/14       | 2024     | [ 75 ] [ 76 ] |
| Elfenbeinküste | Didier Drogba    | Sturm      | 254    | 104  | 54       | 4        | 2                  | 0                  | FC Chelsea | 2004/05     | 2014/15       | 2022     | [ 77 ]        |
| England        | Rio Ferdinand    | Abwehr     | 504    | 11   | 8        | 6        | 0                  | 0                  | West Ham United, Leeds United, Manchester United, Queens Park Rangers                                            | 1995/96     | 2014/15       | 2023     | [ 78 ] [ 79 ] |
| England        | Steven Gerrard   | Mittelfeld | 504    | 120  | 92       | 0        | 0                  | 0                  | FC Liverpool | 1998/99     | 2014/15       | 2021     | [ 80 ]        |
| Frankreich     | Thierry Henry    | Sturm      | 258    | 175  | 74       | 2        | 4                  | 2                  | FC Arsenal | 1999/2000   | 2011/12       | 2021     | [ 81 ]        |
| Irland         | Roy Keane        | Mittelfeld | 366    | 39   | 33       | 7        | 0                  | 0                  | Nottingham Forest, Manchester United                                                                             | 1992/93     | 2005/06       | 2021     | [ 82 ]        |
| Belgien        | Vincent Kompany  | Abwehr     | 265    | 18   | 8        | 4        | 0                  | 1                  | Manchester City                                                                                                  | 2008/09     | 2018/19       | 2022     | [ 83 ] [ 84 ] |
| England        | Frank Lampard    | Mittelfeld | 609    | 177  | 102      | 3        | 1                  | 0                  | West Ham United, FC Chelsea, Manchester City                                                                     | 1995/96     | 2014/15       | 2021     | [ 85 ]        |
| England        | Wayne Rooney     | Sturm      | 491    | 208  | 103      | 5        | 0                  | 1                  | FC Everton, Manchester United                                                                                    | 2002/03     | 2017/18       | 2022     | [ 86 ]        |
| Danemark       | Peter Schmeichel | Tor        | 310    | 0    | 3        | 5        | 0                  | 1                  | Manchester United, Aston Villa, Manchester City                                                                  | 1992/93     | 2002/03       | 2022     | [ 87 ] [ 88 ] |
| England        | Paul Scholes     | Mittelfeld | 499    | 107  | 55       | 11       | 0                  | 0                  | Manchester United                                                                                                | 1994/95     | 2012/13       | 2022     | [ 89 ]        |
| England        | Alan Shearer     | Sturm      | 441    | 260  | 64       | 1        | 3                  | 1                  | Blackburn Rovers, Newcastle United                                                                               | 1992/93     | 2005/06       | 2021     | [ 90 ]        |
| England        | John Terry       | Abwehr     | 492    | 41   | 12       | 5        | 0                  | 0                  | FC Chelsea | 1998/99     | 2016/17       | 2024     | [ 91 ] [ 92 ] |
| Frankreich     | Patrick Vieira   | Mittelfeld | 307    | 31   | 34       | 3        | 0                  | 1                  | FC Arsenal, Manchester City                                                                                      | 1996/97     | 2010/11       | 2022     | [ 93 ]        |
| England        | Ian Wright       | Sturm      | 213    | 113  | 22       | 1        | 0                  | 0                  | FC Arsenal, West Ham United                                                                                      | 1992/93     | 1998/99       | 2022     | [ 94 ]        |

#### Trainer
2023 wurden mit Alex Ferguson und Arsène Wenger die ersten Trainer aufgenommen.

| Nat.       | Trainer       | Spiele | Siegquote | PL-Titel | Verein(e)         | Debütsaison | Letzte Saison | Aufnahme | Quelle |
| ---------- | ------------- | ------ | --------- | -------- | ----------------- | ----------- | ------------- | -------- | ------ |
| Schottland | Alex Ferguson | 810    | 65 %      | 13       | Manchester United | 1992/93     | 2012/13       | 2023     | [ 95 ] |
| Frankreich | Arsène Wenger | 828    | 58 %      | 3        | FC Arsenal        | 1996/97     | 2017/18       | 2023     | [ 96 ] |

## Zuschauerzahlen
Nach der deutschen Bundesliga ist die Premier League die Liga mit dem zweithöchsten Zuschauerschnitt und die Liga mit der höchsten Auslastung. Der Klub mit dem höchsten Zuschauerschnitt der Liga ist Manchester United (Schnitt 75.290 in der Saison 2015/2016). Aufgrund der hohen Nachfrage bauen zudem der FC Liverpool und Manchester City ihre Stadionkapazitäten aus.
| Saison  | Schnitt | Spiele | Gesamt     |
| ------- | ------- | ------ | ---------- |
| 1992/93 | 21.132  | 462    | 9.763.140  |
| 1999/00 | 30.730  | 380    | 11.677.585 |
| 2000/01 | 32.903  | 380    | 12.503.039 |
| 2001/02 | 34.451  | 380    | 13.091.502 |
| 2002/03 | 35.464  | 380    | 13.476.455 |
| 2003/04 | 34.991  | 380    | 13.296.709 |
| 2004/05 | 33.900  | 380    | 12.882.140 |
| 2005/06 | 33.885  | 380    | 12.876.213 |
| 2006/07 | 34.365  | 380    | 13.058.755 |
| 2007/08 | 36.076  | 380    | 13.708.885 |
| 2008/09 | 35.592  | 380    | 13.524.978 |
| 2009/10 | 34.151  | 380    | 12.977.252 |
| 2010/11 | 35.273  | 380    | 13.403.792 |
| 2011/12 | 34.601  | 380    | 13.148.465 |
| 2012/13 | 35.921  | 380    | 13.649.868 |
| 2013/14 | 36.631  | 380    | 13.919.810 |
| 2014/15 | 36.176  | 380    | 13.746.753 |
| 2015/16 | 36.452  | 380    | 13.851.829 |
| 2016/17 | 35.822  | 380    | 13.612.316 |
| 2017/18 | 38.297  | 380    | 14.552.748 |
| 2018/19 | 38.168  | 380    | 14.503.954 |
| 2019/20 | 29.821  | 380    | 11.332.096 |
| 2020/21 | 461     | 380    | 175.081    |
| 2021/22 | 39.472  | 380    | 14.999.402 |
| 2022/23 | 40.269  | 380    | 15.261.764 |
| 2023/24 | 38.584  | 380    | 14.661.755 |

## UEFA-Fünfjahreswertung
Platzierung in der UEFA-Fünfjahreswertung:
(in Klammern die Vorjahresplatzierung). Die Kürzel CL, EL und CO hinter den Länderkoeffizienten geben die Anzahl der Vertreter in der Saison 2026/27 der Champions League, der Europa League sowie der Conference League an.
- 01.  (01)  England (Liga, Pokal, Ligapokal) – Koeffizient: 115.196 – CL: 4, EL: 2, CO: 1
- 02.  (02)  Italien (Liga, Pokal) – Koeffizient: 97.231 – CL: 4, EL: 2, CO: 1
- 03.  (03)  Spanien (Liga, Pokal) – Koeffizient: 94.453 – CL: 4, EL: 2, CO: 1

Stand: Ende der Europapokalsaison 2024/25